# Bøvertun
Bøvertun is een plaats in het dal Bøverdal in de gemeente Lom, provincie Innlandet in het midden van Noorwegen.
Het ligt aan de RV 55, de Sognefjellsweg tussen Elverseter en Krossbu. 
Dichtbij ligt het meer Bøvertunvatnet en de berg Galdhøpiggen. Op 950 meter ligt de toeristenhut Bøvertun fjellstugu.